# Fernando Atzori

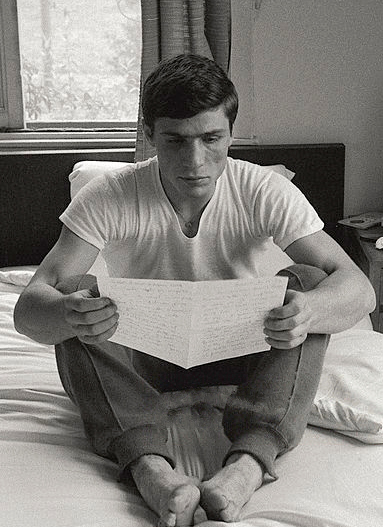
Fernando Atzori nel ritiro olimpico prima di Tokyo 1964.

Fernando Atzori (Ales, 1º giugno 1942 – Firenze, 9 novembre 2020) è stato un pugile italiano, medaglia d'oro nel 1964 alle Olimpiadi di Tokyo e campione europeo dei mosca, dal 1967 al 1973.

## Carriera da dilettante
Atzori lascia la Sardegna giovanissimo per trasferirsi a Firenze che diviene la sua città d'adozione. Si avvicina al pugilato nell'Accademia pugilistica fiorentina con il maestro Dino Ciappi.
La sua carriera dilettantistica è esaltante: nel 1963 è campione d'Italia nei pesi mosca a Pesaro; Medaglia d'Oro ai Giochi del Mediterraneo a Napoli e campione del Mondo militari a Francoforte. L'anno successivo bissa il titolo italiano e quello mondiale militari a Tunisi e, soprattutto, conquista la medaglia d'oro alle Olimpiadi di Tokyo.
Nel torneo olimpico supera ai punti, nei primi tre turni, l'egiziano Mahmoud Mersal, l'australiano Darryl Norwood e l'irlandese John McCafferty, tutti con verdetto unanime. In semifinale e in finale supera lo statunitense Bob Carmody e il polacco Artur Olech, sempre ai punti, sia pure, in entrambi i casi, con il cartellino sfavorevole di un giudice su cinque.
Complessivamente, tra i dilettanti, disputa 43 incontri ottenendo 37 vittorie.

## Carriera da professionista
Debutta tra i professionisti già designato come erede di Salvatore Burruni, anch'egli sardo e combattente nei pesi mosca.
Giunge imbattuto dopo quattordici incontri a combattere per la cintura europea contro un antico avversario di Burruni, il francese René Libeer, nel frattempo impadronitosi del titolo e poi dichiarato decaduto. L'incontro, con in palio il titolo vacante, si tiene il 25 gennaio 1967, al Villeurban Stadium di Lione. Il match è durissimo ed equilibrato ma, alla fine, un richiamo ufficiale nei confronti del francese lo decide in favore di Atzori che, ai punti, conquista il titolo europeo dei pesi mosca. Fernando è però costretto a concedere la rivincita all'avversario, il 2 agosto, a Levico Terme. Stavolta, è un verdetto di parità che gli consente di conservare la cintura.
Il 15 dicembre 1967, difende il titolo contro lo svizzero Fritz Chervet e lo sconfigge nettamente nella sua tana, a Berna, per KO alla quattordicesima ripresa, dopo averlo atterrato quattro volte. A questo punto, Atzori ritiene che sia giunto il momento di combattere oltre oceano ma, il 28 gennaio 1968, a Città del Messico, è punito dal messicano Octavio Gomez e subisce la sua prima sconfitta, per KO alla quarta ripresa.
Torna a combattere per il titolo europeo e lo difende contro lo scozzese John McCluskey (vittoria per KO alla quarta ripresa, il 26 giugno 1968 a Napoli) e il campione italiano Franco Sperati (vittoria per KO tecnico alla ripresa il 20 dicembre a Torino). I successi in campo europeo gli consentono di ottenere la chance di combattere la semifinale mondiale per la WBA ma è ridimensionato dal filippino Bernabe Villacampo sul ring avverso di Manila, il 18 gennaio 1969. Dopo essere stato contato nella prima ripresa e aver piegato il ginocchio nel corso della quinta, preferì non ripresentarsi al centro del ring al suono della settima campana, per un infortunio al braccio destro. Il verdetto ufficiale fu di knock-out tecnico in favore del filippino. In seguito, sarà Villacampo a indossare la corona mondiale.
Nonostante l'insuccesso di Manila, prosegue indisturbato il dominio di Atzori a livello continentale: sconfigge uno dopo l'altro il francese Kamara Diop (ai punti, il 3 settembre 1969 a Cosenza), ancora Franco Sperati (il 1º maggio 1970 a Cagliari, per KO alla dodicesima ripresa), lo spagnolo Andres Sainz Romero (il 18 dicembre a Madrid, per KO tecnico alla dodicesima ripresa), ancora lo scozzese McCluskey (ai punti, il 19 marzo 1971 a Zurigo) e il francese Gerard Macrez (ancora ai punti, il 4 agosto 1971 ad Ancona).
Il 3 marzo 1972, Atzori accetta nuovamente di combattere a Berna contro l'ostico svizzero Fritz Chervet. All'undicesima ripresa, indispettito per le scorrettezze dell'avversario - che, a suo dire, gli ha infilato un dito nell'occhio - volta le spalle e abbandona. Lo svizzero gli è subito addosso e continua a colpirlo; ne nasce una rissa, a stento interrotta dagli assistenti dei due pugili. Il verdetto, però, è di KO tecnico a favore di Chervet.
Atzori si rimette in fila e, nonostante un'altra sconfitta in Australia, da parte di Henry Nissen, viene nuovamente designato dall'EBU a combattere per la cintura europea, nel frattempo lasciata vacante da Chervet per inseguire vanamente una chance mondiale. Il sardo-fiorentino si reimpossessa così della cintura europea il 28 giugno 1973 a Novara, battendo per KO alla dodicesima ripresa il francese Dominique Cesari. Il 26 dicembre successivo, tuttavia, è costretto nuovamente a cedere il titolo al rientrante Chervet, per KO alla settima ripresa, sul ring della capitale svizzera.
Dopo altri tre incontri in tono minore, Atzori si ritira dalla boxe nel 1975. Da tempo malato muore a Firenze il 9 novembre 2020.